# Сакраула
Сакраула (груз. საკრაულა) — село в Грузии, в муниципалитете Багдати края Имеретия.

## География
Село расположено на правам берегу реки Сакраула. Высота над уровнем моря — 480 метров. Находится в 21 километре от Багдати.

## Население
По данным на 2014 год в селе проживало 242 человека.

### Демография
| Год переписи | Население | Мужчины | Женщины |
| ------------ | --------- | ------- | ------- |
| 2002         | 433       | 217     | 216     |
| 2014         | 242       | 127     | 115     |